# (38702) 2000 QX66
2000 QX66 (asteroide 38702) é um asteroide da cintura principal. Possui uma excentricidade de 0.19921800 e uma inclinação de 3.28877º.
Este asteroide foi descoberto no dia 28 de agosto de 2000 por LINEAR em Socorro.